# ブルーシールド

「特別保護」下にある文化遺産の不動産に付与される青と白の盾が描かれた特殊標章。文化財を保護する要員は身分証明証などに盾印の特殊標章を記載できる。

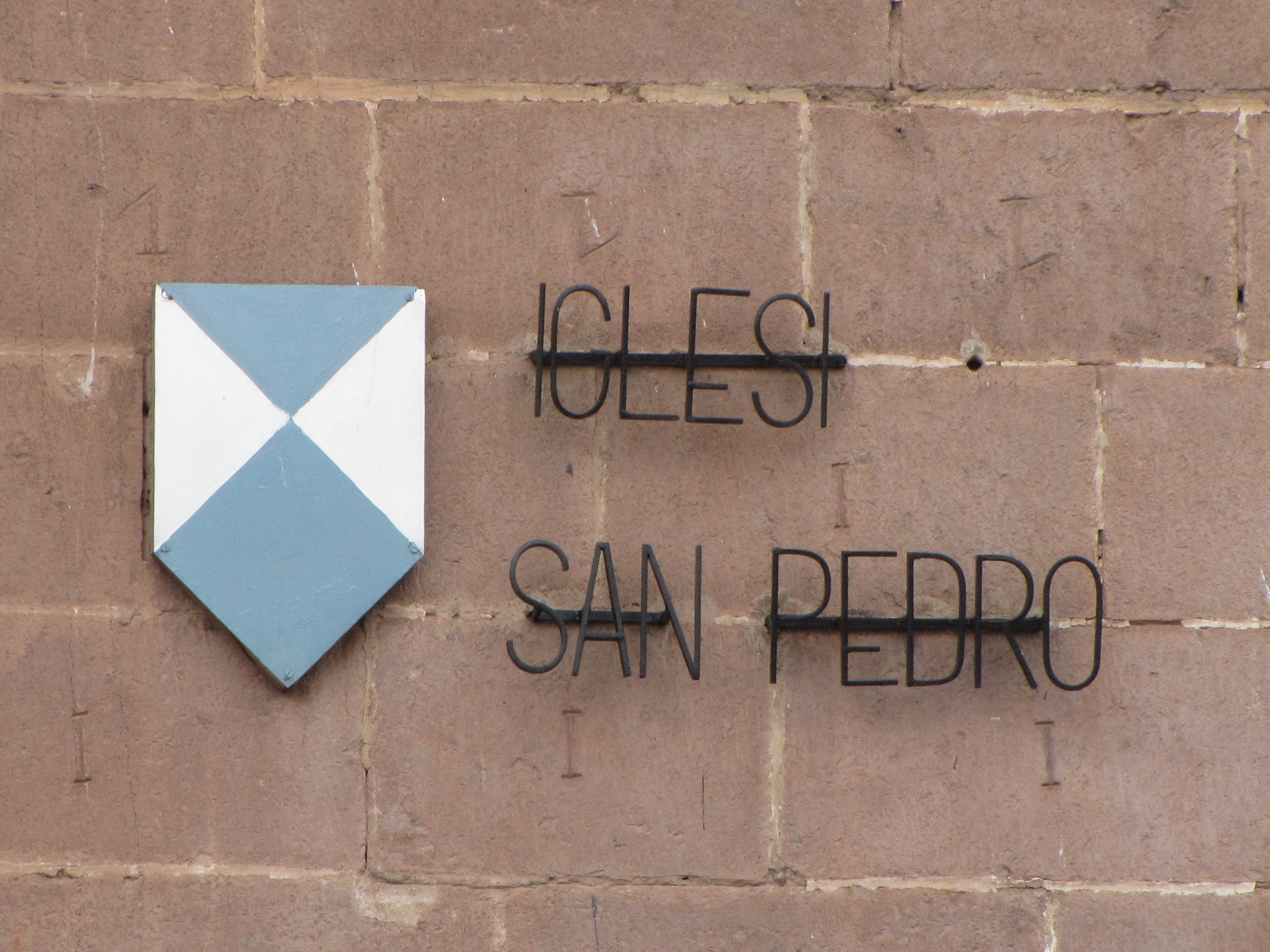
特殊標章（ブルーシールド）を掲げて国際条約のもと特別保護下にあることを示すペルーのクスコにあるサン・ペドロ教会

ブルーシールド（英: Blue Shield）とは、文化遺産の不動産や、文化財保護に従事する要員を識別するために付与される特殊標章の通称。国際連合教育科学文化機関（通称：ユネスコ）で採択された「武力紛争の際の文化財の保護に関する条約」（通称：1954年ハーグ条約）に基づき、武力紛争や災害によって損害、損失、および流出の危機に面している、「特別保護」下にある文化財保護のための標章で、青と白の盾（シールド）が描かれている。また、同条約とその理念に基づいて武力紛争や災害時、およびそれらに備えて文化遺産を保護する活動をブルーシールド活動と呼ぶ。
ブルーシールド活動を遂行するために1996年に設立された非政府組織ブルーシールド国際委員会（英: International Committee of the Blue Shield）は、2006年にその名称をブルーシールド（英: Blue Shield）と改めたため、ブルーシールドはその国際組織を指すこともある。
「特別保護」下にある文化遺産の不動産は特殊標章を表示することによってその文化遺産は識別されるほか、文化財を保護する要員は特殊標章を身分証明証などに記載できる。
条約調印国家は武力紛争の際には特殊標章を付与された文化遺産や保護要員を攻撃対象から外して保護に努めることが求められるほか、破壊や損害が確認された場合に破壊者側は戦争犯罪を含む責任を追及される。また、国際刑事裁判所で罪が問われた際には、前述の国際組織ブルーシールドが諮問機関として機能する。
赤い十字や月のシンボルのもと国際的人道支援活動を行っている赤十字・赤新月を参考にしており、青い盾のシンボルのもと文化財の国際的保護活動を行っているのがブルーシールドで、「文化の赤十字」にたとえられている。

## 課題
1990年代前半のボスニア・ヘルツェゴビナ紛争では民族的対立が激しく、精神的な浄化を狙い、むしろブルーシールドを掲げた施設を標的にする事態が起きた。